# رود کوتسایوکی
رود کوتسایوکی (انگلیسی: Kutsayoki) یک رودخانه در استان مورمانسک کشور روسیه است.